# World Series of Boxing
Полупрофессиональная лига бокса (The World Series Boxing или WSB) является международной боксёрской ассоциацией, подконтрольной AIBA для боксеров-любителей. В отличие от традиционного любительского бокса, участники должны принимать участие в санкционированных поединках с голым торсом и без защитных шлемов. Также разрешено зарабатывать деньги как в профессиональном боксе. Тем не менее, они поддерживают любительский статус и по-прежнему имеют право выступать на Олимпийских играх. Как в профессиональном боксе, каждый бой решается системой начисления баллов из трех судей или, в некоторых случаях, нокаутом, техническим нокаутом или отказом. Начиная с 4 сезона в WSB существует 10 весовых категорий  46-49 кг, до 52 кг, до 56 кг, до 60 кг, до 64 кг, до 69 кг, до 75 кг, до 81 кг, до 91 кг и свыше 91 кг. Ранее существовало 5 весовых категорий (легчайший (до 54 кг), легкий (до 61 кг), средний (до 73 кг), полутяжелый (до 85 кг) тяжёлый (свыше 91 кг).

## Команды выступающие по сезонам
| Команда                   | 2010-11  | 2011-12  | 2012-13  | 2013-14  | 2015     | 2016     | 2017     |
| ------------------------- | -------- | -------- | -------- | -------- | -------- | -------- | -------- |
| France Fighting Roosters* | 1        | 5 (¼)    | ❌       | ❌       | ❌       | ❌       | 5 (¼)    |
| Astana Arlans             | 2        | 3        | 1        | 3        | 1        | 3        | 1        |
| Azerbaijan Baku Fires     | 3        | 3        | 5 (¼)    | 2        | 5 (¼)    | 9 (D-3)  | ❌       |
| USA Knockouts*            | 3        | 9 (A-5)  | 11 (B-6) | 5 (¼)    | 11 (B-6) | 9 (B-3)  | ❌       |
| Mexico City Guerreros     | 5 (A-2)  | 5 (¼)    | 3        | 9 (B-5)  | 3        | 5 (¼)    | ❌       |
| Dolce & Gabbana*          | 5 (C-2)  | 1        | 3        | 5 (¼)    | 5 (¼)    | ❌       | 5 (¼)    |
| Miami Gallos              | 7 (A-3)  | ❌       | ❌       | ❌       | ❌       | ❌       | ❌       |
| Pohang Poseidons          | 7 (B-3)  | ❌       | ❌       | ❌       | ❌       | ❌       | ❌       |
| Türkiye Conquerors*       | 7 (C-3)  | 9 (B-5)  | ❌       | ❌       | ❌       | 9 (A-3)  | ❌       |
| Memphis Force             | 10 (A-4) | ❌       | ❌       | ❌       | ❌       | ❌       | ❌       |
| China Dragons*            | 10 (B-4) | 11 (B-6) | ❌       | ❌       | 11 (A-6) | 13 (D-4) | 10 (C-4) |
| Patriot Boxing Team*      | 10 (C-4) | 2        | 9 (A-5)  | 3        | 3        | 5 (¼)    | 5 (¼)    |
| German Eagles*            | ❌       | 5 (¼)    | 9 (B-5)  | 5 (¼)    | ❌       | ❌       | ❌       |
| Venky's Mumbai Fighters   | ❌       | 5 (¼)    | ❌       | ❌       | ❌       | ❌       | ❌       |
| Bangkok Elephants         | ❌       | 11 (B-6) | ❌       | ❌       | ❌       | ❌       | ❌       |
| Ukraine Otamans           | ❌       | ❌       | 2        | 5 (¼)    | 7 (A-4)  | 5 (¼)    | ❌       |
| British Lionhearts        | ❌       | ❌       | 5 (¼)    | ❌       | 13 (A-7) | 2        | 3        |
| Hussars Poland            | ❌       | ❌       | 5 (¼)    | 11 (B-6) | 13 (B-7) | 9 (C-3)  | ❌       |
| Cuba Domadores            | ❌       | ❌       | ❌       | 1        | 2        | 1        | 2        |
| Argentina Condors         | ❌       | ❌       | 5 (¼)    | 9 (A-5)  | 15 (B-8) | 13 (C-4) | 10 (A-4) |
| Algeria Desert Hawks      | ❌       | ❌       | 11 (A-6) | 11 (A-6) | 15 (A-8) | ❌       | ❌       |
| Morocco Atlas Lions       | ❌       | ❌       | ❌       | ❌       | 9 (A-5)  | 13 (B-4) | 10 (B-4) |
| Veneszuela Caciques       | ❌       | ❌       | ❌       | ❌       | 7 (B-4)  | 5 (¼)    | 9 (A-3)  |
| Puerto Rico Hurricanes    | ❌       | ❌       | ❌       | ❌       | 9 (B-5)  | 13 (D-4) | ❌       |
| Uzbek Tigers              | ❌       | ❌       | ❌       | ❌       | ❌       | 3        | 5 (¼)    |
| Colombia Heroicos         | ❌       | ❌       | ❌       | ❌       | ❌       | ❌       | 3        |

1* В первых двух сезонах команда США (USA Knockouts) выступала под названием Los Angeles Matadors.

2* В первых двух сезонах команда Италии (Dolce & Gabbana) выступала под названием Dolce & Gabbana Milano Thunder. С третьего сезона выступает под названием Dolce & Gabbana Italia Thunder.

5* В первых двух сезонах, турецкая команда называлась Istanbulls Bosphorus. В 6-м сезоне создана национальная команда Türkiye Conquerors

4* В первом сезоне команду из Китая представляла Beijing Dragons, в пятом сезоне команда реорганизована в национальную команду China Dragons.

5* В первом сезоне Россию представляла команда Moscow Kremlin Bears, во втором сезоне Dynamo Moscow, с третьего сезона создана национальная команда Russia Boxing Team, с седьмого сезона выступает под названием Patriot Boxing Team.

6* Во втором сезоне Германию представляла команда Leipzig Leopards, с третьего сезона создана национальная команда German Eagles.

7* В первых двух сезонах Францию представляла команда Paris United, в седьмом сезона создана национальная команда France Fighting Roosters.

  — Команда не принимала участие в данном сезоне.
- 3  — Полуфиналист турнира
- 5 (¼) — четвертьфиналист, 5 место среди всех команд в целом
- 9 (А-5) — команда не вышла из группы, и заняла в ней пятое место и девятое среди всех команд в целом

## Сезоны

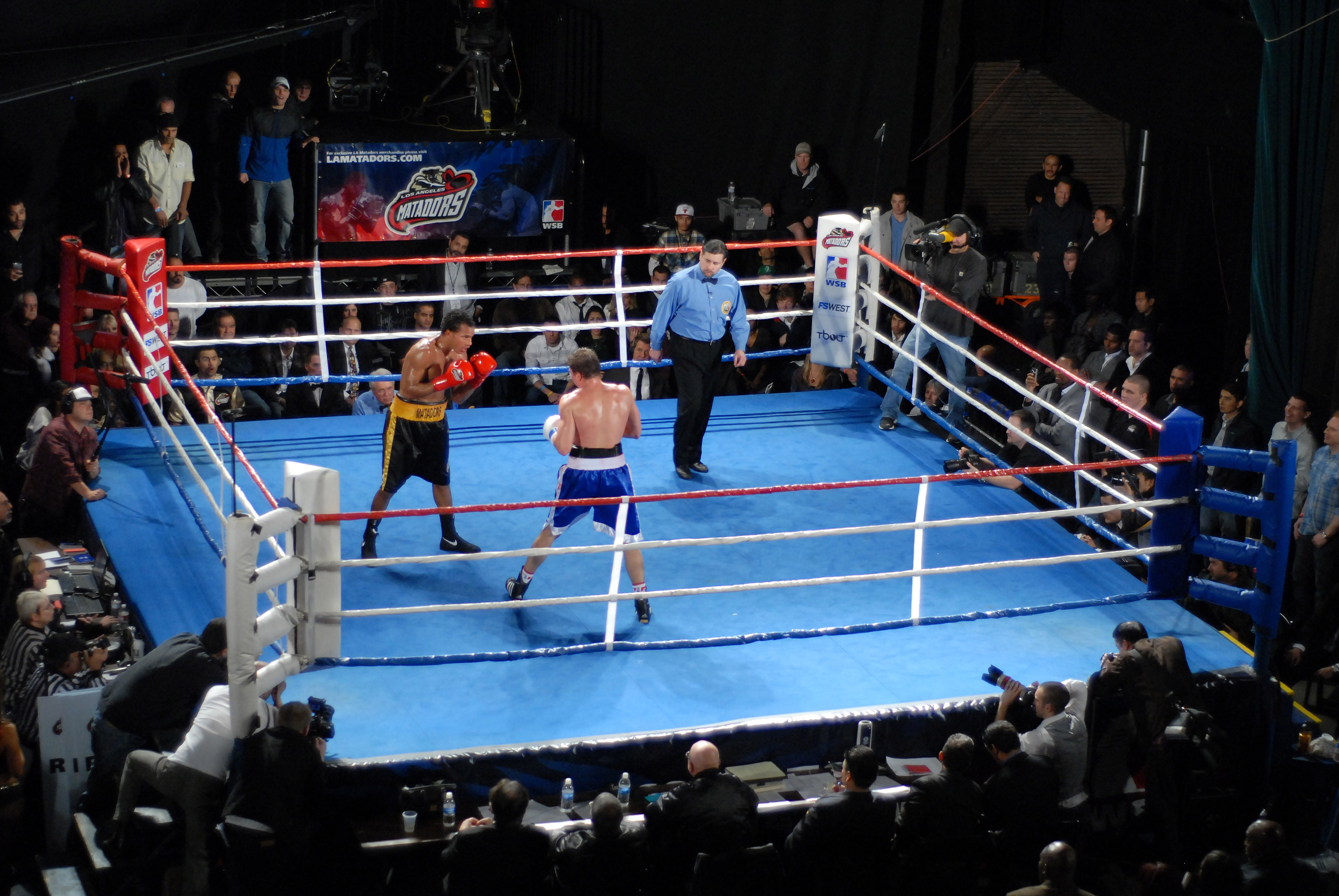
World Series Boxing.

### I (2010—2011)
Особенности сезона: Три группы по четыре команды распределённые по регионам (A:Америка, B:Азия C:Европа) 4 лучшие команды вышли в полуфинал (2 из Азии, и по 1 из Америки и Европы). Команды провели по 2 полуфинальные встречи, и 2 финальные. Также проходили индивидуальные чемпионаты, состоящие из 7-раундовых поединков. В которых победили: 54:  Канат Абуталипов (Astana Arlans); 61:  Ержан Мусафиров (Astana Arlans); 73:  Сергей Деревянченко (Dolce & Gabbana Milano Thunder); 85:  Абдельхафид Бенчабла (Pohang Poseidons); 91+:  Клементе Руссо (Dolce & Gabbana Milano Thunder).
- Победитель  Paris United
- Финалист  Astana Arlans
- Полуфиналист  Azerbaijan Baku Baku Fires
- Полуфиналист  Los Angeles Matadors
- Групповой участник A2  Mexico City Guerreros
- Групповой участник C2  Dolce & Gabbana Milano Thunder
- Групповой участник A3  Miami Gallos
- Групповой участник B3  Pohang Poseidons
- Групповой участник C3  Istanbulls
- Групповой участник A4  Memphis Force
- Групповой участник B4  Beijing Dragons
- Групповой участник C4  Moscow Kremlin Bears

### II (2011—2012)
Особенности сезона: Две группы по 6 команд. Все команды внутри группы провели по две встречи между собой. По четыре лучших команды вышли в плей-офф. Все игры плей-оффа игрались дважды (дома и в гостях). Финал прошёл по итогам одной игры. В индивидуальных чемпионатах победили: 54:  Гаирбек Гермаханов (Baku Fires); 61:  Хуан Ромеро (Mexico City Guerreros); 73:  Сергей Деревянченко (Dolce & Gabbana Milano Thunder); 85:  Рамазан Магомедов (Baku Fires); 91+:  Филип Хргович (Paris United).
- Победитель  Dolce & Gabbana Milano Thunder
- Финалист  Dynamo Moscow
- Полуфиналист  Astana Arlans
- Полуфиналист  Azerbaijan Baku Fires
- Четвертьфиналист  Leipzig Leopards
- Четвертьфиналист  Paris United
- Четвертьфиналист  Mexico City Guerreros
- Четвертьфиналист  Venky’s Mumbai Fighters
- Групповой участник A5  Los Angeles Matadors
- Групповой участник B5  Istanbul Bosphorus
- Групповой участник A6  Bangkok Elephants
- Групповой участник B6  Beijing Dragons

### III (2012—2013)
Особенности сезона: Две группы по 6 команд. Все команды внутри группы провели по две встречи между собой. По четыре лучших команды вышли в плей-офф. Все игры плей-оффа игрались дважды (дома и в гостях), включая финал, который в отличие от предыдущих сезонов прошёл не в одной встрече, а в двух, обе финальные встречи прошли в Казахстане. Индивидуальные чемпионаты были отменены.
- Победитель  Astana Arlans
- Финалист  Ukraine Otamans
- Полуфиналист  Dolce & Gabbana Milano Thunder
- Полуфиналист  Mexico Guerreros
- Четвертьфиналист  Azerbaijan Baku Fires
- Четвертьфиналист  British Lionhearts[англ.]
- Четвертьфиналист  Argentina Condors
- Четвертьфиналист  Hussars Poland
- Групповой участник A5  Russia Boxing Team
- Групповой участник B5  German Eagles
- Групповой участник A6  Algeria Desert Hawks
- Групповой участник B6  USA Knockouts

### IV (2013—2014)
Особенности сезона: Добавлены новые весовые категории, теперь их стало не 5, а 10. (Первый наилегчайший вес (46—49 кг), Наилегчайший вес (50—52 кг), Легчайший вес (53—56 кг), Лёгкий вес (57—60 кг), Первый полусредний вес (61—64 кг), Полусредний вес (65—69 кг), Средний вес (70—75 кг), Полутяжёлый вес (76—81 кг), Тяжёлый вес (82—91 кг), Супертяжелый вес (свыше 91 кг).) Оба финальных дня прошли в Азербайджане (Баку). Первоначально финал был запланирован на Украине (Киеве), но был перенесён.
- Победитель  Cuba Domadores
- Финалист  Azerbaijan Baku Fires
- Полуфиналист  Astana Arlans
- Полуфиналист  Russia Boxing Team
- Четвертьфиналист  Dolce & Gabbana Milano Thunder
- Четвертьфиналист  Ukraine Otamans
- Четвертьфиналист  German Eagles
- Четвертьфиналист  USA Knockouts
- Групповой участник A5  Argentina Condors
- Групповой участник B5  Mexico Guerreros
- Групповой участник A6  Algeria Desert Hawks
- Групповой участник B6  Hussars Poland

### V (2015)
Особенности сезона: Количество команд принимающие участие увеличено с 12 до 16 (по 8 в группу). Начало выступлений не с конца года, а начала нового года. Лидер группы выходит сразу в полуфинал, второй и третий номер группы выходят в четвертьфинал. Профессиональные боксёры даже с опытом до 15 боёв теперь не могут принимать участие в турнире. То же касается и боксёров Aiba Pro Boxing. На чемпионате разыгрывались так же путёвки на Олимпийские Игры. Легионеры могли участвовать только в том случае, если команда их страны не принимает участие в турнире.

| - Победитель Astana Arlans - Финалист Cuba Domadores - Полуфиналист Russia Boxing Team - Полуфиналист Mexico Guerreros - Четвертьфиналист Azerbaijan Baku Fires - Четвертьфиналист Dolce & Gabbana - Групповой участник A4 Ukraine Otamans - Групповой участник B4 Veneszuela Caciques - Групповой участник A5 Morocco Atlas Lions - Групповой участник B5 Puerto Rico Hurricanes - Групповой участник A6 China Dragons - Групповой участник B6 USA Knockouts - Групповой участник A7 British Lionhearts - Групповой участник B7 Hussars Poland - Групповой участник A8 Türkiye Conquerors - Групповой участник B8 Argentina Condors | Получившие лицензии на Олимпиаду: - до 49 кг: Патрик Барнс (Dolce & Gabbana) - до 52 кг: Йосвани Вейтия Сото (Cuba Domadores) - до 52 кг: Хейвьер Синтрон (Puerto Rico Hurricanes) - до 56 кг: Владимир Никитин (Russia Boxing Team) - до 56 кг: Майкл Джон Конлан (Dolce & Gabbana) - до 60 кг: Ласаро Хорхе Альварес Эстрада (Cuba Domadores) - до 60 кг: Альберт Селимов (Azerbaijan Baku Fires) - до 64 кг: Ясниэль Толедо Лопес (Cuba Domadores) - до 64 кг: Рауль Куриэль Гарсия (Mexico Guerreros) - до 69 кг: Мохаммед Рабии (Morocco Atlas Lions) - до 69 кг: Раджаб Бутаев (Russia Boxing Team) - до 75 кг: Пётр Хамуков (Russia Boxing Team) - до 75 кг: Арлен Лопес Кардона (Cuba Domadores) - до 81 кг: Валентино Манфредония (Dolce & Gabbana) - до 81 кг: Хулио Сесар ла Крус (Cuba Domadores) - до 91 кг: Василий Левит (Astana Arlans) - более 91 кг: Филип Хргович (Astana Arlans) |

### VI (2016)
Особенности сезона: 16 команд разбиты на 4 группы (по 4 команды в группу). Соревнования в четвертьфинале Плей-оффа проходят так же по 2 матчевые встречи, но обе встречи проходят у первых номеров групп (A1-B2, B1-A2, C1-D2, D1-C2). Полуфиналы плей-оффа так же проходили у команд которые заняли первые номера в группе. Обе финальные встречи прошли в один день, на нейтральной территории, в Узбекистане.
- Победитель  Cuba Domadores
- Финалист  British Lionhearts[англ.]
- Полуфиналист  Astana Arlans
- Полуфиналист  Uzbek Tigers
- Четвертьфиналист  Russia Boxing Team
- Четвертьфиналист  Ukraine Otamans
- Четвертьфиналист  Mexico Guerreros
- Четвертьфиналист  Veneszuela Caciques
- Групповой участник A3  Türkiye Conquerors
- Групповой участник B3  USA Knockouts
- Групповой участник C3  Hussars Poland
- Групповой участник D3  Azerbaijan Baku Fires
- Групповой участник A4  China Dragons
- Групповой участник B4  Morocco Atlas Lions
- Групповой участник C4  Argentina Condors
- Групповой участник D4  Puerto Rico Hurricanes

### VII  (2017)
Особенности сезона: 12 команд разбиты на 3 группы (A:Америка, B:Азия C:Европа), как в первом сезоне. В плей-офф вышли первые три команды из четырёх в группах Азии и Европы, и первые две команды из группы Америки. Обе финальные встречи прошли в Казахстане.
- Победитель  Astana Arlans
- Финалист  Cuba Domadores
- Полуфиналист  British Lionhearts[англ.]
- Полуфиналист  Colombia Heroicos
- Четвертьфиналист  Russia Boxing Team
- Четвертьфиналист  Uzbek Tigers
- Четвертьфиналист  Dolce & Gabbana
- Четвертьфиналист  France Fighting Roosters
- Групповой участник A3  Veneszuela Caciques
- Групповой участник A4  Argentina Condors
- Групповой участник B4  Morocco Atlas Lions
- Групповой участник C4  China Dragons

## Рекорды по титулам
- Казахстан-------
- Куба ----
- Италия --
- Франция -
- Азербайджан ---
- Россия---
- Украина -
- Великобритания -
- Мексика --
- США -
- Узбекистан -